# Utby, Rättviks kommun
Utby var före 2015 en småort i Rättviks socken i Rättviks kommun i Dalarnas län. 2015 växte bebyggelsen samman med tätorten Rättvik.